# NGC 1015
NGC 1015 (другие обозначения — UGC 2124, MCG 0-7-66, ZWG 388.75, PGC 9988) — спиральная галактика с перемычкой (SBa) в созвездии Кит.
Этот объект входит в число перечисленных в оригинальной редакции «Нового общего каталога».
В 2009 году в этой галактике была обнаружена сверхновая SN 2009ig.